# Lotario Udo III de la Marca del Norte
Lotario Udo III (1070-1106), margrave de la Marca del Norte y conde de Stade (como Lotario Udo IV), hijo de Lotario Udo II de la Marca del Norte, y Oda de Werl, hija de Germán III, conde de Werl, y Riquilda de Suabia. Hermano de su predecesor Enrique I el Largo.
Lotario Udo estuvo comprometido con Eilika de Sajonia, hija del duque Magnus de Sajonia, y Sofía de Hungría. Sin embargo, su atención se dirigida hacia la casa de Helperich, hacia la atractiva hermana del conde Helperich, Irmgarda. Se casó con esta mujer, la hermana del conde, hija de Dietrich de Plötzkau, y Matilde de Walbeck, hija de Conrado de Walbeck.  Eilika se casó con Otón el Rico, conde de Ballenstedt, y fue madre de Alberto el Oso, el último margrave de la Marca del Norte y primer margrave de Brandeburgo. Esto proporciona un interesante giro en la historia del condado de Stade.
Lotario Udo e Irmgarda tuvieron cuatro hijos:
- Enrique II de la Marca del Norte, también conde de Stade (como Enrique IV)
- Una hija cuyo nombre no se conoce
- Irmgarda de Stade, casada con Poppo IV, conde de Henneberg
- Adelaida de Stade, casada con Enrique II de Meissen.

A la muerte de Lotario Udo, le sucedió su hermano Rodolfo como margrave y conde.